# Baungon
Baungon est une municipalité de la province de Bukidnon, aux Philippines dans la région du Mindanao du Nord.
Baungon est une municipalité métropolitaine de la province de Bukidnon sur l' île de Mindanao aux Philippines . Il a une population de  37 111 habitants(recensement de 2020) vivant dans 16 barangays . Elle appartient à la deuxième classe de revenu des communautés aux Philippines et est décrite comme partiellement urbanisée .

## Géographie
Baungon se trouve à environ 132 km au nord-ouest de Malaybalay City . Ses communautés voisines sont Cagayan de Oro au nord, Libona au nord-est, Lantapan au sud et Talakag à l'ouest.
La topographie de la communauté est décrite comme montagneuse avec de grandes vallées en forme de canyon , avec des parties de la communauté situées dans 

## Flore
le parc naturel de la chaîne du mont Kitanglad au sud-est. Dans celui-ci, la Rafflesia Schadenbergiana , la plus grande fleur des Philippines, éteinte auparavant , a été redécouverte en 2007 au pied du mont Kitanglad , haut de 2 899 mètres, à Sitio Kalanganan, Barangay San Vicente. La plante a été décrite pour la première fois par l'expédition allemande Schadenberg-Koch sur le mont Parag en 1882. Leur nom local est Kolon Busaw , la tribu indigène Higaonon vit dans cette région.

## Hydrologie
La rivière Bubunawan traverse le territoire de la municipalité, c'est un affluent de la rivière Cagayan , entre le Barangay Kiliog et le centre de la municipalité, on peut admirer des chutes d'eau d'environ 100 mètres de haut, sur lesquelles fonctionne la centrale hydroélectrique des chutes de Bubunawan. Il génère sept mégawatts d'électricité. La grotte de Minsulahog est située dans la région de Sitio Massin, Barangay Nicdao, elle est drainée par la rivière Tumalong. Les cascades des chutes de Lungobon sont situées dans le Sitio Kalanganan dans le Barangay San Vicente.

## Barangays
| - Balintad - Buenavista - Danatag - Kalilangan | - Lacolac - Langaon - Liboran - Lingating | - Mabuhay - Mabunga - Nicdao - Imbatug | - Pualas - Salimbalan - San Vicente - San Miguel |